# Кертес, Даниэлла
Даниэлла Кертес (венг. Kertész Daniella, ивр. דניאלה קרטס) — израильская актриса венгерского происхождения.
Первое появление Кертес на экране — роль в телесериале «Adumot», где она в возрасте 14 лет играла главную героиню Ноа Сперлинг, молодую футболистку, которая создаёт команду только для девочек, стараясь быть наравне с мальчиками. Сериал получил Приз Израильской Академии Телевидения.
Известна, прежде всего, своей ролью Сеген в фильме «Война миров Z», вышедшем в 2013 году. Кроме того, актриса играет одну из главных ролей в фильме «AfterDeath», выход которого состоялся в 2014 году.
В 2019 году сыграла религиозную девушку Наву в фильме по сценарию Рона Лешема и Ярона Зильбермана «Подстрекательство».

## Личная жизнь
С 2018 года она состоит в отношениях с израильским фотографом Йотамом Менда Леви.